# 基埃-恩特姆省
基埃-恩特姆省（西班牙語：Kié-Ntem）是非洲國家赤道幾內亞的一個省，位於木尼河地区東北部。北鄰喀麥隆，東鄰加彭。面積3,943平方公里，2015年人口183,664人。首府埃貝比因。